# トリョフルチェヴォイ島
トリョフルチェヴォイ島(トリョフルチェヴォイとう、ロシア語: Остров Трёхлучевой)は北極海の一部であるバレンツ海に位置するロシア連邦領ゼムリャフランツァヨシファにある島である。

## 概要
1899年にウォルター・ウェルマンにより発見される。Трёхлучевойとは「三つの光」を意味し、アメリカの科学者で旅行者のヘンリー・コリンズ・ウォルシュ（1863-1927）が創立した3つのクラブ、ニューヨークの「研究者クラブ」・「ノマッズクラブ」・「アドベンチャークラブ」に敬意を表して名付けられた。北端はウォルシュ岬 。